# 西日本鉄道博多自動車営業所
博多自動車営業所（はかたじどうしゃえいぎょうしょ）は、福岡県福岡市博多区博多駅前1丁目20番26号に所在する西日本鉄道のバス営業所。
福岡発の夜行高速バスと一部の昼行高速バス、市内線を運行している。かつては福岡空港と市中心部を結ぶ空港連絡バスを数多く運行していた。

## 沿革
- 1951年（昭和26年）8月27日 - 福岡市（現：博多区）比恵にて開設。
- 1966年（昭和41年）9月18日 - 現在地に移転。

## 運行路線
- 2024年4月1日現在の路線（太字は終点・始発停留所）

### 高速バス

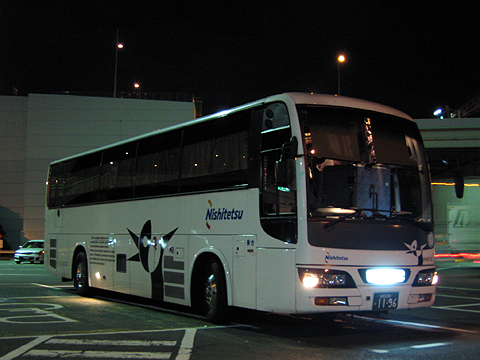
夜行高速バス「どんたく号」

かつては多数の高速バス路線を担当していたが、2000年までに本州方面への夜行高速バスを除き、いったん西鉄高速バスに管理委託あるいは譲渡された。2011年5月に福岡 - 北九州線の一部が移管されたのをきっかけに、管理委託されていた路線の一部が再び当営業所へと移管されている。

#### 夜行高速バス
- はかた号（福岡・北九州 - 東京新宿）
- どんたく号（福岡・北九州 - 名古屋）名鉄バスとの共同運行。

#### 昼行中・長距離高速バス（福岡県・佐賀県外発着）
- 島原号(福岡 - 島原) 島原鉄道との共同運行。
- ごかせ号(福岡 - 延岡) 宮崎交通との共同運行。
- させぼ号（福岡 - 佐世保・ハウステンボス）西肥自動車との共同運行。
- ふくふく号（福岡 - 下関）サンデン交通との共同運行。かつては、当社便の一部は西鉄バス北九州門司自動車営業所に管理委託していた。

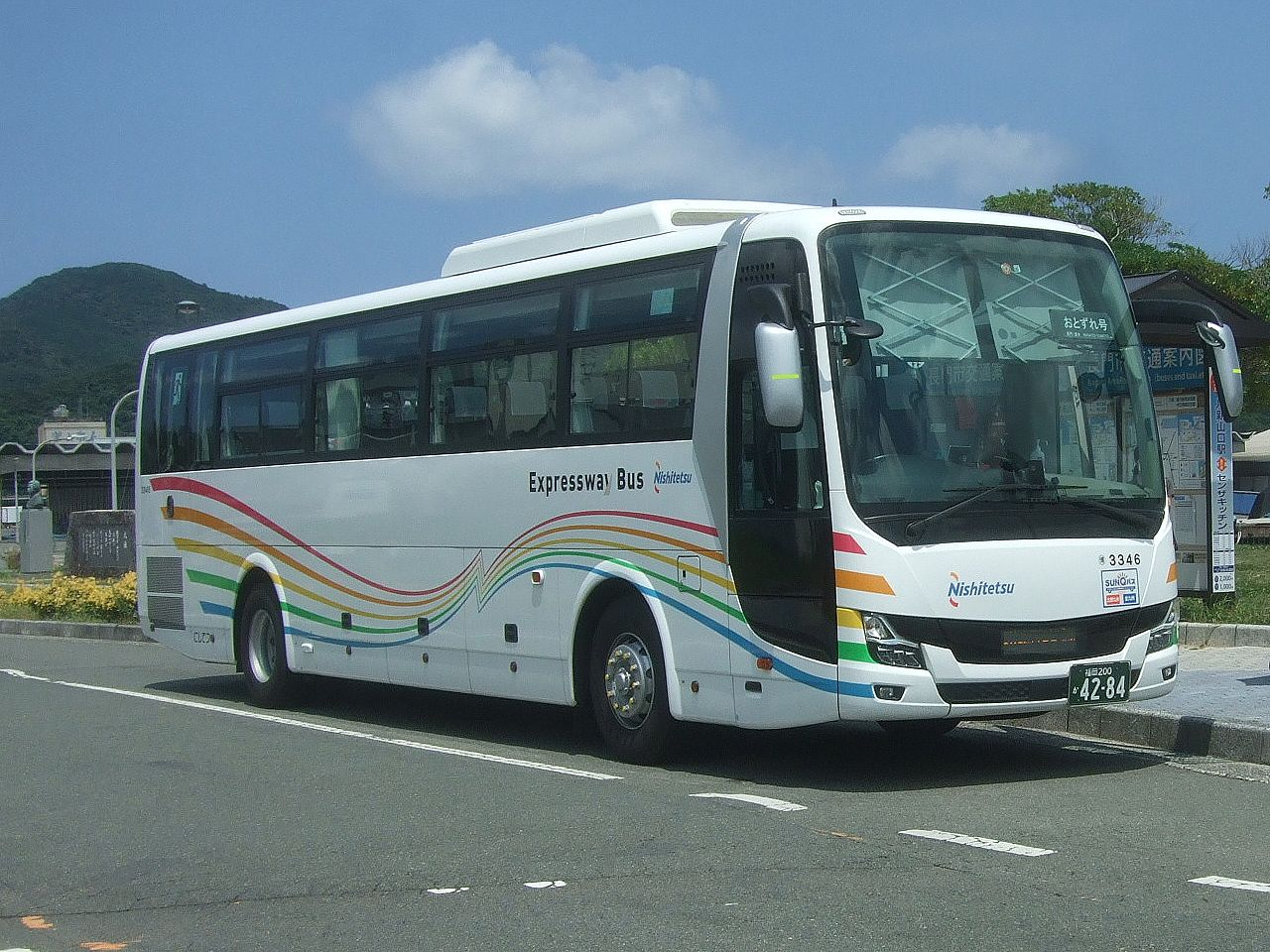
道の駅センザキッチンに停車中の「おとずれ号」

- 萩・長門おとずれ号（福岡 - 長門 - 萩）防長交通との共同運行。

運行経路・停車停留所
太字は停車停留所。
博多バスターミナル - 西鉄天神高速バスターミナル - 天神北出入口 - （福岡都市高速環状線・1号線・4号線） - 福岡IC - （九州自動車道・関門橋・中国自動車道） - 美祢IC - （国道435号・316号） - 長門湯本温泉 - 長門市役所前 - 長門市駅 - センザキッチン - （国道191号） - 萩バスセンター - 萩・明倫センター
- 座席は全席指定制（1ケ月前から受付）。webによる予約は、元々は「@バスで（ハイウェイバスドットコム）」のみであったが、2025年6月1日以降は「発車オ～ライネット」でも受け付ける。なお、萩 - 長門市内間のみの利用も可能ではあるが、当該区間のみの予約は出来ないため、空席がある場合のみ乗車できる（支払いは現金のみ）。
- 上り便（萩行）はめかりPA・下り便（福岡行）は壇ノ浦PAでそれぞれ10分間の途中乗客開放休憩あり。
- クローズドドアシステムを採用しており、博多バスターミナル - 西鉄天神高速バスターミナル間のみ、または萩バスセンター - 萩・明倫センター間の区間のみの利用はできない。なお、長門市内においては萩市・福岡市への利用のための乗降は可能であるが、長門市内間のみの利用は出来ない。

沿革
- 2022年（令和4年）7月1日 - 福岡 - 長門間の高速バス「おとずれ号」として運行開始。1日1往復。単独運行。
  - 当初の運行ルートは、博多バスターミナル - 西鉄天神高速バスターミナル - 長門湯本温泉 - 長門市役所前 - センザキッチンで、途中休憩は、長門行・福岡行とも吉志PAにおいて10分間。運行車両は原則的に昼行タイプのハイデッカー4列シート（乗客定員37名乗り、車内水洗トイレ付）車を使用。

- 2023年（令和5年）11月 - 1か月間の期間限定において、通常は福岡 - 東京線「はかた号」で使用されている車両を用い、2クラス制（プレミアムシート4席＋ビジネスシート18席）を活かしつつ本路線にも適用。
- 2024年（令和6年）
  - 4月1日 - 新たに「小倉南IC」と「美祢駅」が停車地に追加。美祢駅は当路線で初めて両方向で乗降どちらも扱う停車地であった。
  - 11月1日 - この日の運行分より運行車両変更。これまでの昼行37人乗り4列シート車から、「どんたく号」・「ごかせ号」で使われている本州夜行向け3列独立シート（乗客定員27名乗り）仕様スーパーハイデッカー車両での運行となる。車両変更に伴い、これまで使用可能だったnimoca（グランドパス65を含む）他全国10社交通系ICカードによる乗車が出来なくなる。また、休憩箇所もこれまでの上り便・下り便ともに吉志PAでの10分間休憩から、上記の2箇所においてそれぞれ10分間の休憩に変更された。

- 2025年（令和7年）
  - 1月24日 - 1月26日、2月12日 - 2月14日、3月14日 - 3月16日の計9日間限定において、はかた号専用車を用いた2クラス制乗車イベントを実施。
  - 7月1日 - この日運行分より、1年間の試行運行という形で山口県側の起終点を萩市（萩バスセンター、萩・明倫センター）まで延長。これにより愛称も「萩・長門おとずれ号」に変更し、新たに防長交通が運行に参入。2社共同運行体制の1日2往復（午前便はそれぞれの出発地側の運行会社が担当し、午後便はその逆）となる。これに併せ、小倉南IC・美祢駅での乗降扱いを廃止。

#### 昼行近距離高速バス（福岡県・佐賀県内発着）
- わかくす号（天神 - 佐賀）西鉄バス佐賀との共同運行。
- 福岡 - 佐賀空港線（天神 - 佐賀空港）
- 福岡 - 鳥栖プレミアム・アウトレット線 西鉄バス佐賀との共同運行。
- 福岡 - 北九州線（福岡・天神 - 北九州地区）北九州側は西鉄バス北九州・北九州高速自動車営業所による管理委託。

### 一般路線バス

#### 博多駅〜西新線

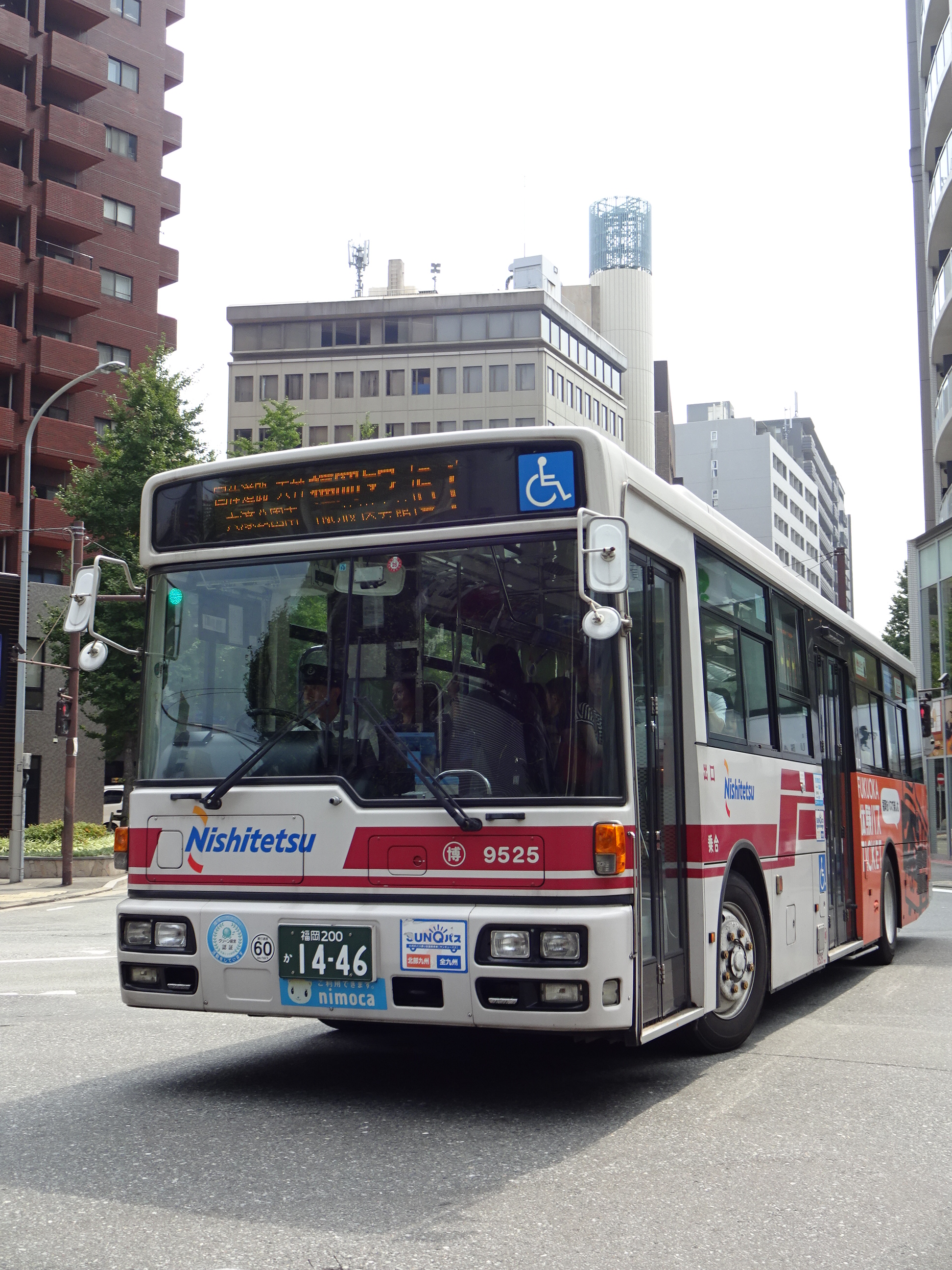
博多駅～西新線（6-1番）

6番と6-1番はいずれも博多駅 - 福岡タワーをキャナルシティ・天神経由で結ぶ系統。
- ■ 6
  - 博多駅（→テレQ前→/←駅前三丁目←）キャナルシティ博多前（櫛田神社前駅） - 天神 - 警固町 - 六本松 - 城南区役所北口 - 鳥飼 - 西新四丁目 - 西南学院大学前 - 博物館南口 - 福岡タワー南口
- ■ 6-1
  - 博多駅（→テレQ前→/←駅前三丁目←）キャナルシティ博多前（櫛田神社前駅） - 天神 - 警固町 - 大濠公園南 - 鳥飼 - 今川西町公園前 - 九州医療センター - 福岡タワー（TNC放送会館）

#### 桧原（小笹）博多駅線
1983年、筑肥線一部廃止に伴う代替バスとして運行開始。
- ■■ 69
  - 博多駅 - 百年橋 - 那の川 - 西鉄平尾駅 - 小笹 - 小笹二丁目 - 下長尾 - 桧原営業所
- ■■ 69-1
  - 博多駅 - 百年橋 - 那の川 - 西鉄平尾駅 - 小笹 - 笹丘一丁目 - 城南区役所前 - 中村高校前 - 昭代一丁目 - 弥生二丁目 - 藤崎

#### 脇山線
- ■■ 3
  - 博多駅 - 呉服町 - 川端町・博多座前 - 天神 - 赤坂門 - 大濠公園 - 脇山口 - 荒江四角 - 飯倉二丁目 - 星の原団地

#### 野方（都市高速）博多駅線
- ■■ 急行K
  - 博多駅 - 渡辺通一丁目 - 天神 - 都市高速 - 通町 - つつじ丘団地 - 宮の前団地 - 生の松原団地南 - 下青木 - 産学連携交流センター - 九大総合グラウンド
- ■■ エコルライナーK
  - 博多駅 - 渡辺通一丁目 - 天神 - 都市高速 - 福岡前原有料道路 - 産学連携交流センター - 九大総合グラウンド

## 過去の路線

### 本州方面夜行バス・九州島内長距離バス
過去にはひのくに号を中心に、九州各地行の路線や一部の本州方面夜行バスなどが在籍し、福岡高速自動車営業所と路線を2分していた。2000年に入ると、九州島内向け路線は福岡高速自動車営業所に、本州方面夜行バスは当営業所に統一された。2010年代に入り一部の九州島内長距離バスが当営業所に再移管して来ている。この項では、2000年以降に在籍した路線のうち休止・廃止となった路線を示す。
- ムーンライト号（福岡・北九州 - 神戸・USJ・大阪・京都）阪急観光バスとの共同運行。
- 博多・フジヤマ Express (福岡・北九州 - 静岡・富士山) 富士急山梨バスとの共同運行。
- フェニックス号（福岡 - 宮崎）宮崎交通、九州産交バス、JR九州バスとの共同運行。[9]
- ペガサス号（福岡・北九州 - 倉敷・岡山）両備バス、下津井電鉄との共同運行。
- 桜島号（福岡 - 鹿児島）JR九州バス、鹿児島交通、鹿児島交通観光バス、南国交通との共同運行。[10]

### キャナルシティライン線

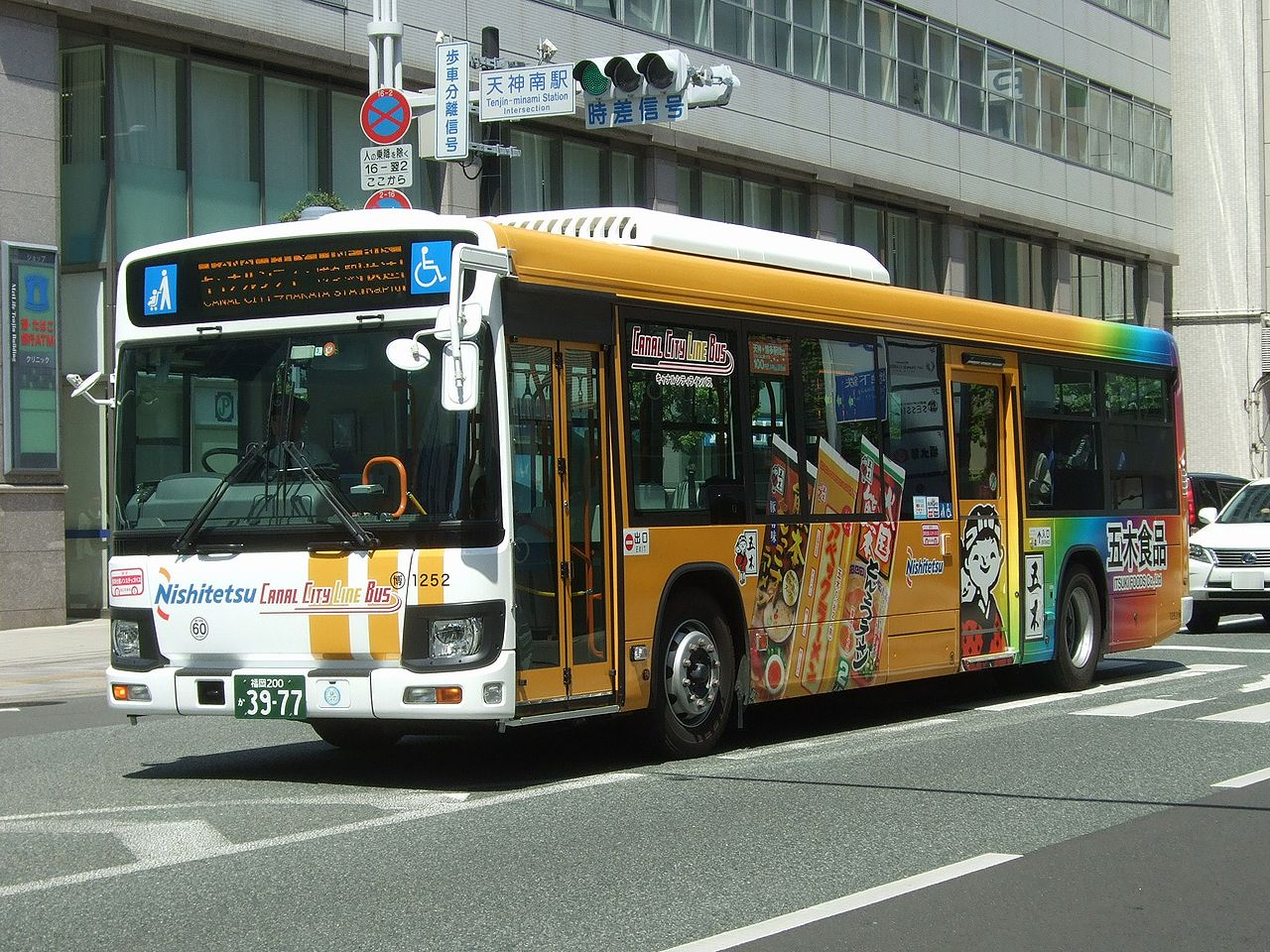
キャナルシティライン線

博多駅からキャナルシティ・福岡市役所前・天神経由で循環する路線。2018年3月17日のダイヤ改正で従来運行されていた「100円循環バス」に代わって新設された。福岡市地下鉄七隈線延伸開業の影響により、2023年3月25日ダイヤ改正で廃止された。

#### 沿革
従来の「100円循環バス」時代の経緯も含めて述べる。
- 1999年7月1日—「100円循環バス」試行運行開始。当初は博多営業所単独で、中型車での運行だった。
- 2000年4月1日—正式運行開始。
- 2004年11月1日—外国語案内の強化開始[12]。各停留所に停留所番号が割り振られる。
- 2004年12月4日—CNGノンステップバスの運用開始[12]。
- 2006年4月—大型ワンステップ車の運用開始。
- 2007年3月—中型ロングノンステップ車の運用開始。
- 2007年3月26日—この日のダイヤ改正で、一部の運用が吉塚・桧原・那珂川・宇美・千代・金武・壱岐・早良の各営業所に移管される。
- 2008年3月—早良営業所の運用が脇山営業所に移管される。
- 2010年6月26日—組織の再編により、脇山営業所の運用が早良営業所に、千代営業所の運用が博多営業所に移管される。
- 2011年3月2日—事実上の内回り優等系統にあたる「天神ライナー」を新設。
- 2013年3月16日—天神ライナーの平日運行を廃止、外回り経路の運行を新設。
- 2015年3月21日—天神ライナーを「100円ライナー」に改称。
- 2018年3月17日—乗務員不足の対策として、運行系統を再編[13]。100円循環バスの呼称を取り止め、新たに「キャナルシティライン」の路線名称を設定。明治通り・大博通りの部分を廃止し、需要の高いキャナルシティ方面の運行に特化した経路に変更。合わせ、快速系統の平日運行を再開。
- 2020年3月21日—乗務員不足の影響により、快速便が廃止。全体の運行本数がおおよそ半数にまで削減される。これにより、土日祝のみ運行していた吉塚営業所の担当がなくなった。
- 2021年3月13日―新たに福岡高速営業所が担当に加わる。
- 2023年3月25日―路線廃止。

#### 運行経路
2023年3月25日廃止時点。
- 博多駅前A → 駅前四丁目 → テレQ前 → キャナルシティ博多前 → 中洲・南新地 → 春吉 → 天神・福岡市役所前 → 天神ソラリアステージ前 → 天神大丸前 → 春吉 → 中洲・南新地 → キャナルイーストビル前 → テレQ前 → 駅前四丁目 → 博多駅センタービル前
- 急行K（平日の朝ラッシュのみ）
  - 博多駅 - 渡辺通一丁目 - 天神 - （天神北RP - 都市高速 - 石丸/福重RP） - 宮の前団地 - 九大伊都キャンパス（総合グラウンド）
- エコルライナーK（平日の朝ラッシュのみ）
  - 博多駅→渡辺通一丁目→天神→（天神北RP → 都市高速 → 西九州道 → 今宿IC）→西警察署前→九大伊都キャンパス（総合グラウンド）
- ■ 58（平日の夕ラッシュのみ）
  - 博多駅→住吉→渡辺通一丁目→薬院駅前→浄水通り→動物園前→上智福岡中高前
  - 薬院大通り→薬院駅前→渡辺通一丁目→住吉→博多駅

### 都心循環線

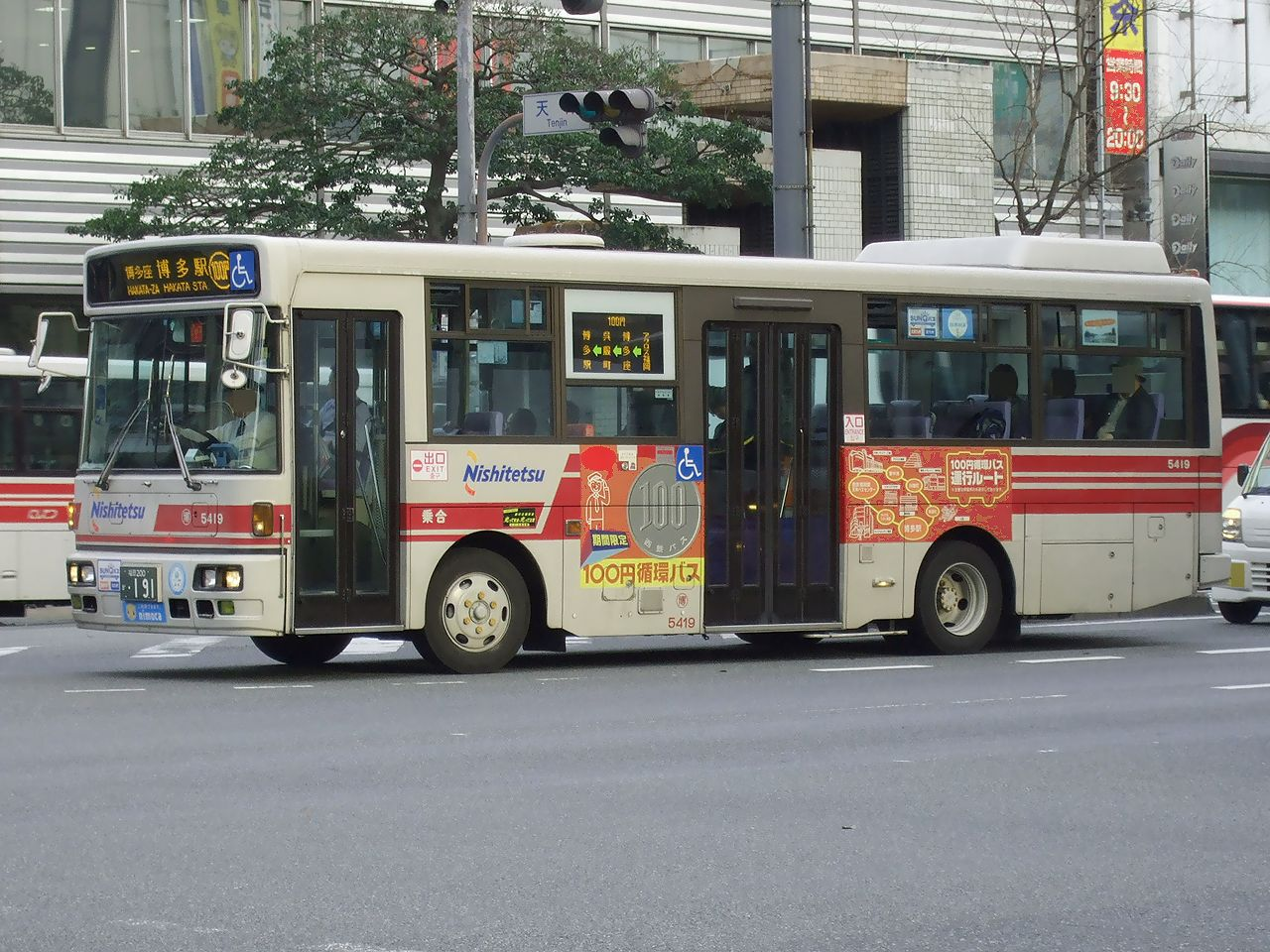
都心循環線

福岡市の中心部に設定された福岡都心100円エリア内を、博多駅からキャナルシティ・国体道路・天神・明治通り・大博通り経由（順序は外回り基準）で循環する路線である。1999年7月1日、福岡市中心部の運賃を100円に値下げするのと同時に試行運行を開始し2000年4月1日から正式運行を開始、2018年3月16日まで運行された。
「100円ライナー」は、新設当初は「天神ライナー」の名称で運行された。2015年3月21日のダイヤ改正で改称。
- ■ 100円循環（外回り）
  - (1)博多駅前A→(2)駅前四丁目→(3)TVQ前→(4)キャナルシティ博多前→(5)南新地→(6)春吉→(8)天神高速バスターミナル前→(9)天神大和証券前→(10)アクロス福岡・水鏡天満宮前→(11)東中洲→(12)川端町・博多座前→(13)土居町→(14)呉服町→(15)奥の堂→(16)祇園町→(17)駅前一丁目→(18)博多駅（三井ビル降車場）
- ■ 100円循環（内回り）
  - (18)博多バスターミナル（3番のりば）→(17)駅前一丁目→(16)祇園町→(15)奥の堂→(14)呉服町→(13)土居町→(12)川端町・博多座前→(11)東中洲→(10)アクロス福岡・水鏡天満宮前→(9)天神コア前→(8)天神大丸前→(6)春吉→(5)南新地→(4)キャナルイーストビル前→(3)TVQ前→(2)駅前四丁目→(1)博多駅シティ銀行前
- ★100円ライナー(外回り)
  - (1)博多駅前A→(4)キャナルシティ博多前→(8)天神高速バスターミナル前→(9)天神大和証券前→(12)川端町・博多座前→（14）呉服町→(18)博多駅（三井ビル降車場）
- ★100円ライナー(内回り)
  - (18)博多バスターミナル（3番のりば）→（14）呉服町→(12)川端町・博多座前→(9)天神コア前→(8)天神大丸前→(4)キャナルイーストビル前→(1)博多駅シティ銀行前

### 博多駅〜西新線
- - 博多駅→テレQ前→キャナルシティ博多前→天神→六本松→城南区役所北口→鳥飼→西新四丁目→西南学院大学前→博物館南口→福岡タワー南口（土曜1本のみ）

2023年3月25日改正で、土曜の朝に1本のみ、キャナルシティ博多前経由の便が新設された。キャナルシティ博多前は、同改正で廃止されたキャナルシティラインバスが使用していたワシントンホテル前の停留所に停車する。
2023年10月ダイヤ改正で廃止。

### 西新(城南)九大線
■ 15
- 博多駅 - 祇園町 - 福高前 - 千代町 - 千鳥橋 - 馬出三丁目 - 東浜 - ゆめタウン博多

### 美野島線

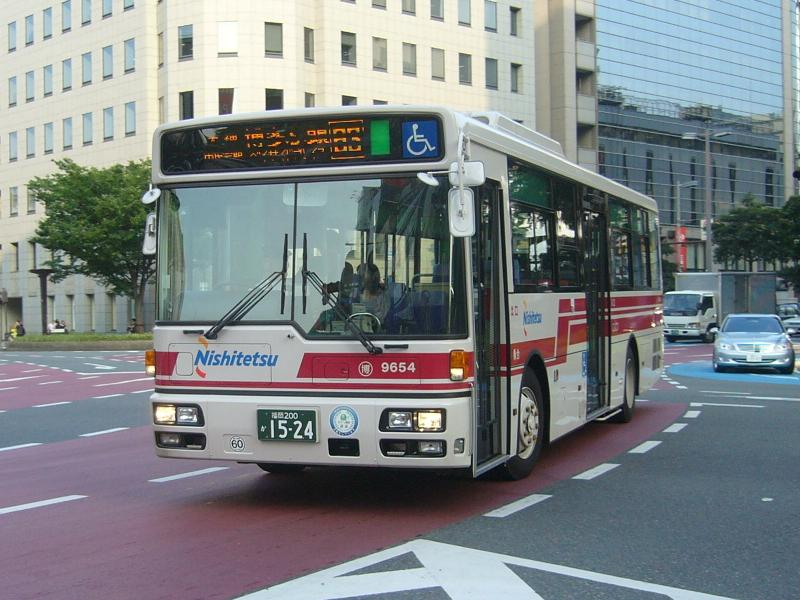
美野島線

2007年3月26日改正までは路線名が「南部循環線」だった。
2010年3月27日改正による移管直前の系統
- ■■ 63（博多ふ頭行きは天神から90番として運行）
  - 博多ふ頭 - 対馬小路 - 市民会館前 - 天神 - 渡辺通一丁目 - 住吉 - 住吉四丁目 - パナソニック前 - 美野島南公園前 - 塩原橋 - 西鉄大橋駅
- ■ 63 快速（快速区間 住吉四丁目→天神）
  - 天神←渡辺通一丁目←住吉四丁目←パナソニック前←美野島南公園前←塩原橋←西鉄大橋駅
- ■■ 48
  - 博多駅 - 住吉四丁目 - パナソニック前 - 美野島南公園前 - 塩原橋 - 西鉄大橋駅

### 福岡シティループバス

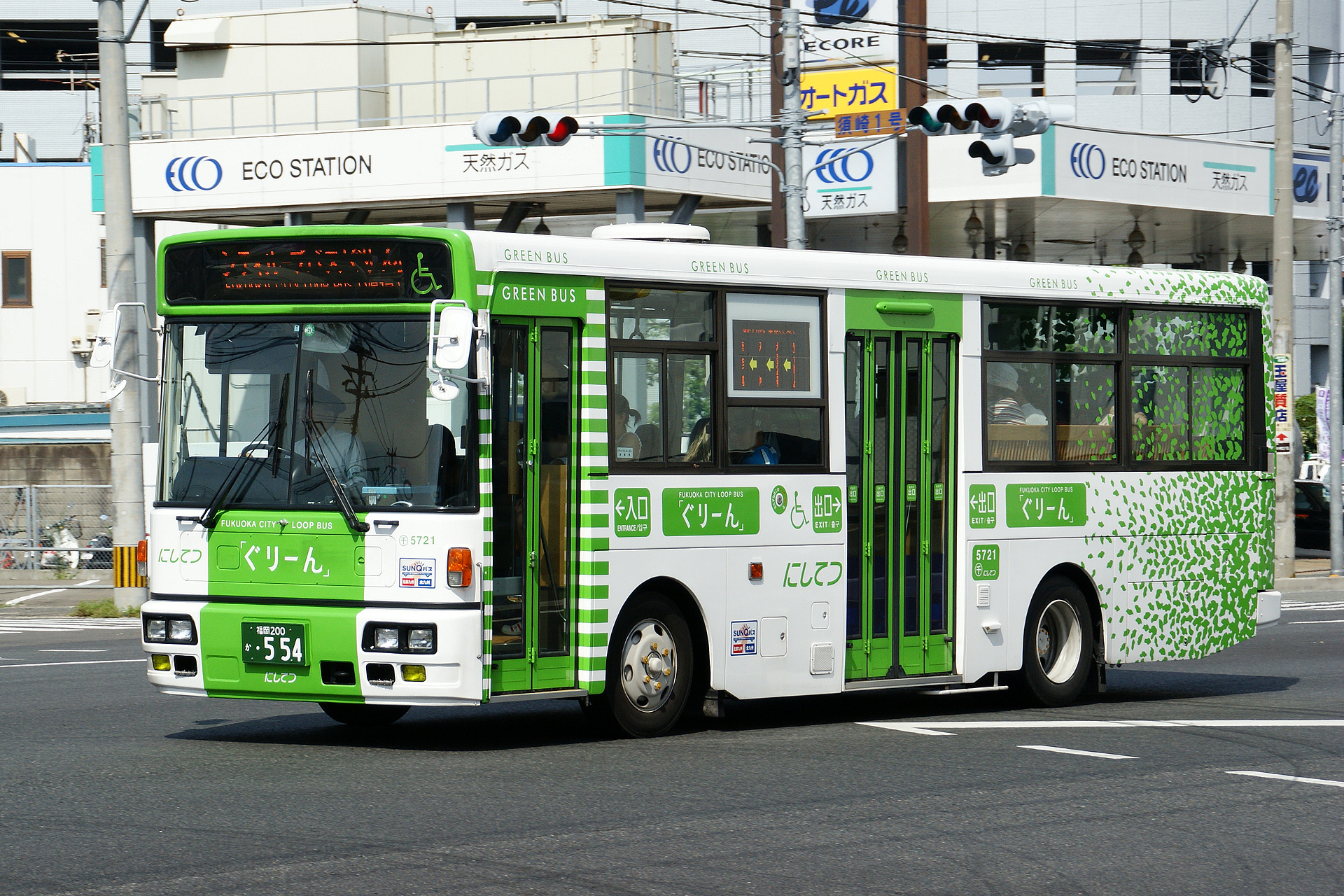
福岡シティループバス「ぐりーん」

2011年2月26日改正によりこれまで一部便の乗務のみを担当していた百道浜営業所へ全て移管。

### 福岡都心ライナー（臨時）

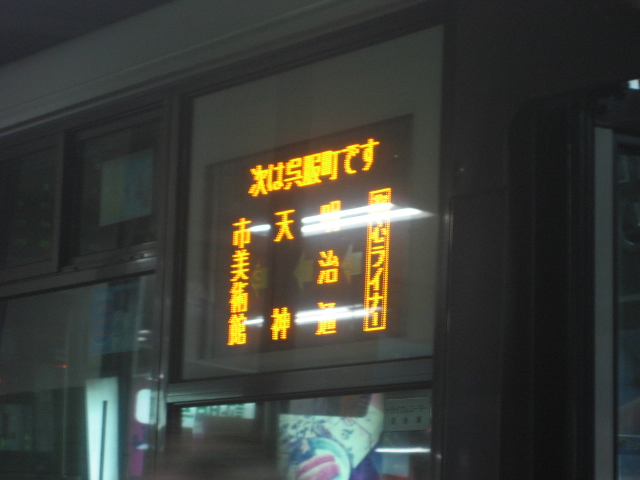
福岡都心ライナーの行先案内。

2010年4月1日から同年6月30日までの平日に期間限定で運行された。運行情報や時刻はにしてつバスナビおよび公式時刻表に表示されなかった。
- ■ 特別快速・急行（博多駅→明治通→大手門は特別快速、城内美術館東口（現:福岡市美術館東口）→国体道路→博多駅は急行）
  - 博多駅交通センター（現:博多バスターミナル）→呉服町→天神福ビル前→天神新天町入口→赤坂門→城内美術館東口（現:福岡市美術館東口）→警固町→天神警固神社・三越前→天神一丁目→キャナルシティ博多前（現:キャナルイーストビル前）→博多駅交通センター（現:博多バスターミナル）

### 福岡空港連絡バス

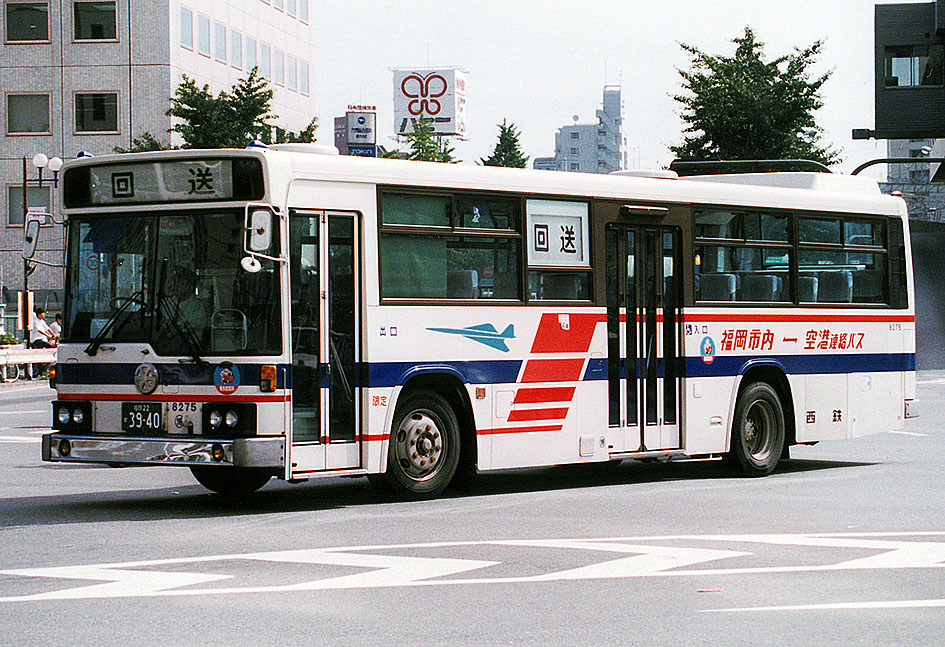
空港連絡バス

- 福岡空港→博多駅（バスターミナル）→西鉄福岡駅（天神バスセンター）→呉服町→博多駅→福岡空港

### 福岡空港国際線ターミナル〜博多駅線
- 無番
  - 福岡空港（国際線ターミナル） - 筑紫口 - 駅前三丁目 - 博多駅バスターミナル - 福岡空港（国際線ターミナル）

2012年5月25日、博多バスターミナル〜福岡空港国際線ターミナルを乗り換えなしで結ぶ路線として開設。高速バス用車両を用いて上下計25便を運行した。
2013年3月16日のダイヤ改正による天神北までの延長および一般車両へ変更。

### 福岡〜赤間線
- 26：天神 - 中洲 - 蔵本 - 貝塚 - 名島 - 香椎 - 女子大前 - 和白 - 新宮・緑ケ浜 - 古賀 - 花見 - 福間駅前 - 東郷橋 - 赤間駅前 - 赤間営業所
- 26A：天神 - 中洲 - 蔵本 - （呉服町ランプ - 都市高速 - 香椎ランプ） - 女子大前 - 和白 - 新宮・緑ケ浜 - 古賀 - 花見 - 福間駅前 - 東郷橋 - 赤間駅前 - 赤間営業所

### 金武線
博多駅・天神とシーサイドももち地区を都市高速経由で結ぶ路線。
- ■■305 （福岡タワー（TNC放送会館前）・藤崎行きは渡辺通一丁目からW1として・博多駅行きは那の津口から5番として運行。）
  - 藤崎←福岡タワー南口←医師会館・ソフトリサーチパーク前←ヒルトン福岡シーホーク前←九州医療センター←ヤフオクドーム前←中央市民プール←（西公園）都市高速（天神北）←那の津口（ボートレース福岡入口）←天神地区（天神北←西鉄天神高速バスターミナル前←天神南）←渡辺通一丁目←住吉←博多駅
  - 福岡タワー（TNC放送会館前） - 医師会館・ソフトリサーチパーク前 -（→ヒルトン福岡シーホーク→/←ヒルトン福岡シーホーク前←）- 九州医療センター - ヤフオクドーム前 - 中央市民プール -（西公園）都市高速（天神北）- 那の津口（ボートレース福岡入口） - 天神地区（天神北 - （→天神コア前→/←西鉄天神高速バスターミナル前←） - 天神南） - 渡辺通一丁目 - 住吉 - 博多駅地区（博多駅）
- ■■ 306
  - 藤崎 - 福岡タワー南口 - 医師会館・ソフトリサーチパーク前 -（→ヒルトン福岡シーホーク→/←ヒルトン福岡シーホーク前←）- 九州医療センター - ヤフオクドーム前 - 中央市民プール -（西公園）都市高速（呉服町）- 呉服町 - 祇園町 - 博多駅地区（→博多駅三井ビル/←博多バスターミナル）
  - 福岡タワー（TNC放送会館前） - 医師会館・ソフトリサーチパーク前 -（→ヒルトン福岡シーホーク→/←ヒルトン福岡シーホーク前←）- 九州医療センター - ヤフオクドーム前 - 中央市民プール -（西公園）都市高速（呉服町）- 呉服町 - 祇園町 - 博多駅地区（→博多駅三井ビル/←博多バスターミナル）
- ■ 307（福岡タワー（TNC放送会館前）・藤崎行き）■ 302（博多駅行き） （福岡タワー（TNC放送会館前）・藤崎行きは渡辺通一丁目からW2として、博多駅行きは那の津口から5番として運行。）
  - 福岡タワー（TNC放送会館前） - 医師会館・ソフトリサーチパーク前 - （百道）都市高速（天神北） - 那の津口（ボートレース福岡入口） - 天神地区（天神北 - （→天神コア前→/←西鉄天神高速バスターミナル前←） - 天神南） - 渡辺通一丁目 - 住吉 - 博多駅地区（博多駅）
  - 藤崎←福岡タワー南口←医師会館・ソフトリサーチパーク前←（百道）都市高速（天神北）←那の津口（ボートレース福岡入口）←天神地区（天神北←西鉄天神高速バスターミナル前←天神南）←渡辺通一丁目←住吉←博多駅地区（博多駅）

シーサイドタワー線と同様、博多駅とシーサイドももち地区を都市高速経由で結ぶ路線。2013年11月2日のダイヤ改正で博多営業所担当便は大幅に減らされた。2014年11月1日よりシーサイドタワー線から金武線へと変更された。
- 直行
  - 藤崎←福岡タワー南口←医師会館・ソフトリサーチパーク前←（百道）都市高速（呉服町）←博多駅地区（博多バスターミナル）

医師会館・ソフトリサーチパーク前以降は無番として運行される。金武、吉塚、百道浜、壱岐、早良営業所と共同運行している。

## 車両
- 路線車

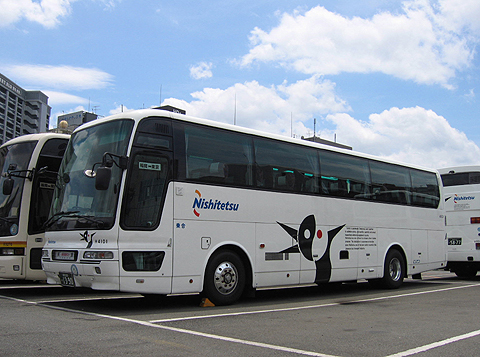
夜行用車両（純正エアロクィーン）

  - 大型車は日産ディーゼルシャーシの西工B型の配置。加えて、2011年に日野ブルーリボンシティハイブリッドが1台配置された[18]。2018年1月には吉塚営業所よりいすゞエルガのノンステップ車が転入し、その後キャナルシティライン開設に伴い専用車として増備された。[19]
  - 2020年3月には博多営業所として初の日野ブルーリボンが配置された。
  - 中型車は日野レインボーⅡ・いすゞエルガミオのノンステップが配置されている。基本的に脇山線で使用されるが、平日は一部が博多駅～西新線に入ることがある。
  - 過去には福岡市内で唯一、CNG車のノンステップ中型バスが配置されていた。

- かつて充当されていた、青特急色の日野・西工RV531P高速車

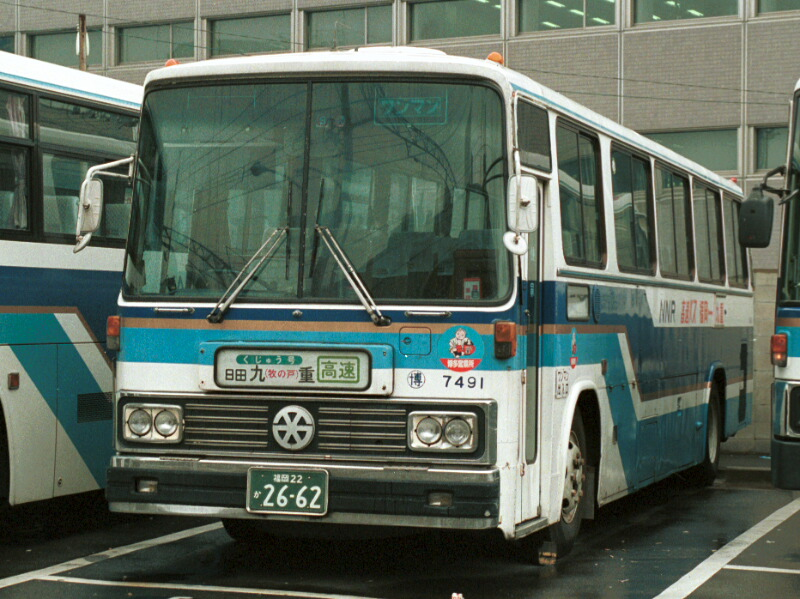
かつて充当されていた、青特急色の日野・西工RV531P

  - 夜行専用車は長らく三菱ふそうの西工SD-II及びSD-Iが配置されていたが、2006年より純正のエアロクィーンが継続的に投入されている影響で、西鉄高速バス福岡支社などへの転属が進んだ結果、現在は純正車のみの配置である。2009年には、はかた号専用車として純正のエアロキング（2階建てバス）、そして2014年に2代目の専用車として個室型プレミアムシートを備えたエアロクィーンが、2020年には3代目の専用車として同じく個室型プレミアムシートを備えたエアロクイーンが投入された。
  - ごかせ号・おとずれ号には夜行路線（どんたく号用）と共用のエアロクィーンが使用されている。なお、これらの夜行用車両は通常はかた号に使用される事はないが、はかた号専用車両の都合時や繁盛期における続行用としては用いられる事もある。
  - 昼行路線用として、島原号には日野・セレガSHD(元Lions Express専用車)が、させぼ号・昼行路線の予備・続行用として、日野・セレガHD、いすゞ・ガーラHD、三菱ふそう・エアロエースが配置されている。
  - フェニックス号を担当していた時期には、セレクトシート(前部3列、後部4列シート)搭載の日産ディーゼル・スペースアロー西工C-Ⅰ型が専属車として使用されていた。
  - 近距離高速用として、三菱ふそう・エアロエースが配置されている。
- 貸切車
- 過去には周辺の貸切用として、配置があったが現在専用車の配置はなし。  現在は貸切登録車として、一般路線で使用されている日産ディーゼルスペースランナーUA（車番5872）がいる。

## その他
- 自動車事業本部の直轄営業所の中で唯一、営業所窓口でのnimoca・定期券の販売を行なっていない（西鉄が運行する座席指定制高速バスの乗車券発行は可能）。